# AFC DWS in het seizoen 1970/71
Het seizoen 1970/1971 was het 17e jaar in het bestaan van de Amsterdamse betaaldvoetbalclub DWS. De club kwam uit in de Eredivisie en eindigde daarin op de 12e plaats. Tevens deed de club mee aan het toernooi om de KNVB Beker, hierin werd in de derde ronde verloren van N.E.C. (0–1).

## Wedstrijdstatistieken

### Eredivisie
|       | ADO   | Ajax  | AZ '67 | Excelsior | Feijenoord | Go Ahead | Haarlem | Holland Sport | MVV   | NAC   | N.E.C. | PSV   | Sparta | Telstar | FC Twente '65 | FC Utrecht | Volendam |
| ----- | ----- | ----- | ------ | --------- | ---------- | -------- | ------- | ------------- | ----- | ----- | ------ | ----- | ------ | ------- | ------------- | ---------- | -------- |
| Thuis | 0 – 1 | 0 – 1 | 0 – 0  | 0 – 0     | 0 – 4      | 2 – 1    | 1 – 0   | 0 – 0         | 1 – 0 | 1 – 1 | 2 – 2  | 0 – 1 | 2 – 1  | 0 – 0   | 0 – 0         | 2 – 2      | 2 – 2    |
| Uit   | 4 – 0 | 4 – 0 | 0 – 0  | 0 – 0     | 3 – 0      | 0 – 0    | 2 – 2   | 1 – 1         | 2 – 0 | 1 – 4 | 1 – 0  | 8 – 0 | 6 – 1  | 1 – 1   | 1 – 1         | 2 – 1      | 2 – 2    |

### KNVB Beker
| 1e ronde                                                       | DWS                                       | 2 – 0 (1 – 0) | Baronie    |
| 16 augustus 1970 Plaats: Amsterdam Olympisch Stadion (bijveld) | Finn Seemann 23' (pen.) Karel Bonsink 89' |               |            |
| 2e ronde                                                       | DWS                                       | 2 – 0 (2 – 0) | FC Utrecht |
| 8 november 1970 Plaats: Amsterdam Olympisch Stadion            | Karel Bonsink 20' Klaas Nuninga 43'       |               |            |
| 3e ronde                                                       | N.E.C.                                    | 1 – 0 (1 – 0) | DWS        |
| 14 maart 1971 Plaats: Nijmegen Goffertstadion                  | Theo de Jong 44'                          |               |            |

## Statistieken DWS 1970/1971

### Eindstand DWS in de Nederlandse Eredivisie 1970 / 1971
| Stand | Gespeeld | Gewonnen | Gelijk | Verloren | Punten | Doelpunten voor | Doelpunten tegen |
| ----- | -------- | -------- | ------ | -------- | ------ | --------------- | ---------------- |
| 12e   | 34       | 5        | 17     | 12       | 27     | 26              | 54               |

### Topscorers
| #      | Naam                | Goal |
| ------ | ------------------- | ---- |
| 1.     | Gerrie Deijkers     | 7    |
| 2.     | Finn Seemann        | 6    |
| 3.     | Frans Geurtsen      | 3    |
| 4.     | Klaas Nuninga       | 2    |
| 4.     | Piet Vrauwdeunt     | 2    |
| 6.     | Karel Bonsink       | 1    |
| 6.     | Frits Flinkevleugel | 1    |
| 6.     | Martin Kamminga     | 1    |
| 6.     | Wim Muller          | 1    |
| 6.     | Niels Overweg       | 1    |
| 6.     | Ad Vermolen         | 1    |
| Totaal | Totaal              | 26   |

| #      | Naam          | Goal |
| ------ | ------------- | ---- |
| 1.     | Karel Bonsink | 2    |
| 2.     | Klaas Nuninga | 1    |
| 2.     | Finn Seemann  | 1    |
| Totaal | Totaal        | 4    |

## Voetnoten
ADO ·
Ajax ·
AZ '67 ·
DWS ·
Excelsior ·
Feijenoord ·
Go Ahead ·
Haarlem ·
Holland Sport ·
MVV ·
NAC ·
N.E.C. ·
PSV ·
Sparta ·
Telstar ·
FC Twente '65 ·
FC Utrecht ·
Volendam